# أرت موني
أرت موني (بالإنجليزية: Art Mooney)‏ هو مغني وموسيقي أمريكي، ولد في 14 فبراير 1911 في بروكلين في الولايات المتحدة، وتوفي في 1993 في فلوريدا في الولايات المتحدة بسبب مرض.

## وصلات خارجية
- أرت موني على موقع IMDb (الإنجليزية)
- أرت موني على موقع ميوزك برينز (الإنجليزية)
- أرت موني على موقع أول ميوزيك (الإنجليزية)
- أرت موني على موقع ديسكوغز (الإنجليزية)
- أرت موني على موقع قاعدة بيانات الفيلم (الإنجليزية)